# Строката гадюка
Строката гадюка (Homoroselaps) — рід отруйних змій родини земляних гадюк (Atractaspididae)

## Опис
Загальна довжина представників цього роду коливається від 22 до 37 см. Голова невелика, наділена щитками для риття ґрунту. Тулуб кремезний, щільний. Забарвлення здебільшого сірувате, піщане з широкими чорно-білими кільцями або численними плямами.

## Спосіб життя
Полюбляють напівпустелі, пустелі, глинясті місцини. Значну частину життя проводять під землею, риючи ходи. Ведуть потайний спосіб життя. Активні вночі. Харчуються ящірками та гризунами.
Це яйцекладні змії.

## Розповсюдження
Мешкають у Південно-Африканській Республіці та Есватіні.

## Види
Рід Homoroselaps нараховує 2 видт:
- Homoroselaps dorsalis (Smith, 1849)
- Homoroselaps lacteus (Linnaeus, 1758)